# Sub rosa
Sub rosa (Latijn voor onder de roos) betekent in het geheim. De term wordt sinds de zestiende eeuw gebruikt om aan te geven dat bepaalde informatie vertrouwelijk is.
Al eerder werd de roos in verband gebracht met geheimhouding. Zo gaf Aphrodite een roos aan haar zoon Eros, de god van de liefde, die deze vervolgens gaf aan Harpocrates, de god der stilzwijgendheid, om hem te bewegen de minnarijen van zijn moeder niet te verklappen